# 賽馬會動物醫學及生命科學院
賽馬會動物醫學及生命科學院（英語：Jockey Club College of Veterinary Medicine and Life Sciences）於2014年成立，是香港城市大學一所動物醫學、公共衛生及生命科學學院，學院由策略夥伴美國康奈爾大學合作成立。

## 歷史沿革
自2000年起，由於全球被人畜共通傳染病如嚴重急性呼吸系統綜合症 (SARS)，禽流感、豬流感，甚至新沙士等瘟疫威脅。全球的衞生專家均倡議「健康一體化」(One health)的理念，重視動物、人類及環境三者之間的關係。
香港城市大學校長郭位於2008年5月到任後不久，便提出成立動物醫學院和開辦獸醫學課程，並得到時任校長董會主席鍾瑞明支持。
自2009年，香港城市大學與美國康奈爾大學合作，於同年首次向大學教育資助委員會提出在香港設立獸醫學院的建議，在此之前，香港社會從未全面探討獸醫教育和培訓，香港亦沒有可提供專業獸醫資格的學位課程。合資格的獸醫主要來自在海外修讀獸醫科的學生回港就業或海外獸醫來港工作。
香港城市大學於2014年成立香港首個及唯一的「動物醫學及生命科學院」，動物醫學院不只限於獸醫培訓，團隊本着「健康一體化」及可持續發展的理念，希望能在亞洲建立一所卓越的動物醫學中心，推動動物醫學發展和公共衞生，惠及香港和鄰近地方，增強香港的應付能力，包括提供專家意見及設施，以協助處理危機，例如隔離受感染動物的設施。動物醫學院同年起開辦自資獸醫研究生課程。除課程發展外，更收購太平道寵物診所、魚排、農場，以及設立動物疾病研究及診斷化驗所等，提供實習機會給學院學生。
2017年，開辦6年制自資獸醫學士學位課程。
2018年獲香港賽馬會慈善信託基金捐贈，學院命名為「賽馬會動物醫學及生命科學院」。
2019/20學年，獲大學教育資助委員會資助，開辦亞洲首個資助6年制動物醫學學士學位課程。

## 學系
- 傳染病及公共衞生學系 （页面存档备份，存于）
- 臨床動物醫學系 （页面存档备份，存于）

重組為生物醫學院
- 生物醫學科學系 （页面存档备份，存于） (由原 生物及化學系 重組而成)
- 神經科學系 （页面存档备份，存于）

## 教研設施
- 賽馬會健康一體化大樓
- 城大動物醫療中心
- 城大動物醫療檢驗中心
- 大埔林村動物醫學教學農場
- 伴侶動物健康研究中心
- 董氏生物醫學中心

## 外部連結
- 官方網站 （页面存档备份，存于）